# Godacze (Pułtusk)
Godacze [pronunciación en polaco: /ɡɔˈdat͡ʂɛ/] es un pueblo ubicado en el distrito administrativo de Gmina Świercze, dentro del Condado de Pułtusk, Voivodato de Mazovia, en el este de Polonia central. Se encuentra aproximadamente a 4 kilómetros al norte de Świercze, a 21 kilómetros al oeste de Pułtusk, y a 56 kilómetros al norte de Varsovia.